# Floyd Mayweather Jr. vs. Conor McGregor
Floyd Mayweather Jr. vs. Conor McGregor (denominada The Money Fight;  en español: El combate del dinero) fue un combate de boxeo que tuvo lugar el 26 de agosto de 2017 en el T-Mobile Arena de Las Vegas (Nevada, Estados Unidos) y enfrentó al invicto y once veces campeón del mundo Floyd Mayweather, Jr. contra el excampeón multidivisional y entonces campeón de Peso Ligero de UFC Conor McGregor.
Mayweather Jr. ganó el combate por nocaut técnico en el round 10, retirándose invicto de la actividad boxística y superando el récord perfecto que compartía (49-0) con el miembro del Salón de la Fama Rocky Marciano.

## Historia
Tras su éxito en la promoción de artes marciales mixtas Ultimate Fighting Championship (UFC), Conor McGregor manifestó en 2016 estar interesado en un combate de boxeo contra Floyd Mayweather Jr, para entonces retirado de la actividad deportiva. En ese momento, Mayweather llamó a Freddie Roach para volver a entrenar si el combate finalmente se llevaba a cabo. Por entonces, el presidente de UFC, Dana White, desmintió cualquier rumor del posible pleito, puesto que McGregor estaba bajo contrato con Zuffa, LLC, la compañía dueña de UFC.
El 7 de marzo de 2017, Mayweather pidió a McGregor «firmar el contrato» y «hacer que suceda», argumentando que «si Conor McGregor realmente quiere que este combate se lleve a cabo, que deje de vender humo a todo el mundo». Mayweather declaró que solo un combate con McGregor le haría salir del retiro. El 16 de marzo, White cedió en su posición de que se oficializara el combate y dijo que no privaría a McGregor de la suculenta bolsa que generaría. Finalmente, el 18 de mayo, McGregor supuestamente accedió a todos los términos de Mayweather y firmó el contrato.

## Composición

### Cinturón
El 23 de agosto de 2017, el Consejo Mundial de Boxeo (CMB) dio a conocer el Money Belt, un cinturón hecho exclusivamente para el ganador del combate. Está hecho de piel de caimán, pesa 1,5 kg, tiene oro de 24 kilates y consta de 3.360 diamantes, 600 zafiros y 300 esmeraldas.

### Árbitro, jueces y reglas
El 16 de agosto de 2017 se dio a conocer las autoridades para el combate:
- Árbitro: Robert Byrd.
- Jueces: Burt Clements, Dave Moretti y Guido Cavalleri.

Inicialmente los guantes del combate serían de 10 onzas, homologados por la Comisión Atlética del Estado de Nevada (NSAC). McGregor afirmó que deseaba sustituirlos por los de 8 onzas, en lo que Mayweather estuvo de acuerdo. A su vez, si McGregor daba un golpe ilegal (codazo, patada, rodillazo, etc.) se le impondría una gran multa.

## Combate
McGregor comenzó impetuoso los primeros cuatro asaltos, demostrando su capacidad para boxear y de complicar al estadounidense. A partir del quinto asalto empezó a perder su impulso, situación aprovechada por Mayweather para golpear al irlandés con contundencia, dejándolo desubicado en el cuadrilátero y sin reacción. En el décimo asalto, el árbitro determinó acabar el combate debido a la incapacidad de McGregor para defenderse de los golpes que le propinaba Mayweather.

### Críticas
Tras oficializarse el combate entre Mayweather y McGregor, empezó una lluvia de críticas por parte de boxeadores profesionales y especialistas de la materia, quienes consideraron la pelea como un «circo», debido a que un peleador inexperto como McGregor, pese a haber practicado boxeo como aficionado antes de ser profesional en artes marciales mixtas, no tendría oportunidad frente a uno de los mejores de la historia como Mayweather. Señalaron además que el único objetivo de gestionar el combate y montar el espectáculo era recibir la mayor cantidad de ingresos económicos en todos los frentes, manchando así la reputación de este deporte. Entre los críticos de este combate estuvieron Mauricio Sulaimán, Manny Pacquiao, Gennady Golovkin, Óscar de la Hoya, Juan Manuel Márquez, Érik Morales y Saúl «Canelo» Álvarez.

### Polémica
Una semana después del combate, Conor McGregor admitió en su cuenta de Twitter que se "burló" de todo el mundo del boxeo luego de recibir el dinero pactado por el combate. El irlandés expresó que “el hombre del que todo el mundo del boxeo se burló salió por la puerta grande del circo” sin haber cumplido nada de lo que prometió que iba a hacer sobre el cuadrilátero y prestándose a todo el “engaño” que también diseñó Mayweather, al hacer que se mantuviera en el cuadrilátero por 10 asaltos. “El orangután preso que obedeció las reglas del circo y se enriqueció a más no poder de ello”, escribió McGregor en Twitter. Todos los seguidores de McGregor le respondieron afirmativamente reenviando a otros 20 000 usuarios lo que escribió y más de 70 000 “me gusta” en su cuenta. De inmediato hubo voces de protesta dentro del mundo del boxeo y del deporte profesional estadounidense que pidieron una investigación, a través de las más altas instancias deportivas y judiciales sobre las acciones de la Comisión Atlética de Nevada, quienes finalmente autorizaron el combate.

## Cifras
Las previsiones antes del combate establecían en casi 5 millones el número de compras PPV, elevando una cifra total cercana a los 495 millones de dólares en ingreso televisivos. En cuanto a las entradas, el T-Mobile Arena estuvo cerca de completar su aforo. Unos 18 000 aficionados presenciaron en directo el ansiado combate para asegurar más de 100 millones de dólares en taquilla. El precio de las entradas oscilaba entre los 3 000 la más barata y más de 100 000 la más cara, superando con bastante holgura el precio promedio de una entrada para el Mayweather-Pacquiao de 2015 (4 456 dólares).
El boxeador norteamericano, con solo subir al ring, se aseguró un cheque por 100 millones de dólares. McGregor ingresó 30 millones fijos por el mismo concepto, una cantidad a la que nunca se había acercado en sus combates en la UFC (su bolsa récord en el octágono era de 3 millones). Se espera que con su porcentaje del PPV, la taquilla y el merchandising, 'Money' ingrese un total de 350 millones a sus bolsillos. Hay que recordar que se trata de la segunda vez que Mayweather se garantiza una bolsa parecida. En 2015, su cheque final tras enfrentarse a Pacquiao fue de 250 millones. Sumando los porcentajes correspondientes a McGregor de los rubros extradeportivos, el artista marcial ingresa a su cuenta bancaria cerca de 100 millones de dólares.
El combate despertó el interés de celebridades del cine y la música que asistieron al T-Mobile Arena, destacándose la presencia de Angelina Jolie, Drake, Diddy, Mark Wahlberg, Denzel Washington, Charlize Theron, LL Cool J, Jamie Foxx, Rick Ross, Adam Levine, Michael Bay, Avicii, y Demi Lovato, quien interpretó el himno de Estados Unidos en la ceremonia previa. También asistieron la estrella del baloncesto LeBron James y personalidades de otros medios como Elon Musk, Bob Kraft y Jeff Beacher.